# Washington Olivera
Washington Olivera Castro (* 25. Juni 1954 in Maroñas, Montevideo) ist ein ehemaliger uruguayischer Fußballspieler und heutiger Trainer. Neben Engagements beispielsweise bei den Montevideo Wanderers oder bei Peñarol Montevideo war er auch Teil der erfolgreichen Mannschaft des chilenischen Vereins CD Cobreloa zu Beginn der Achtzigerjahre.
Sein Sohn Bryan Olivera ist ebenfalls als Profifußballer tätig.

## Spielerkarriere

### Verein
Der „Trapo“ genannte Washington Olivera wurde am 7. Mai 1953 im Barrio Maroñas der uruguayischen Hauptstadt Montevideo geboren und wuchs in Cerrito de la Victoria auf. In den Jugendmannschaften spielte er für Nacional Montevideo. 1970 war er bei den Bolsos in der Quinta División beispielsweise neben Gerardo Pelusso, Heber Revetria, Braulio Castro, Eduardo Pereyra  und Daniel González (†) aktiv. Bei Nacional begann er auch seine fußballerische Profi-Laufbahn, als er in der Primera División debütierte, nachdem der Verein nach der 1971er Saison durch den Ausverkauf von Spielern einen mannschaftsinternen Umbruch einleitete. Nach eigener Aussage gehörte er bereits dem Kader an, der 1971 Uruguayischer Meister wurde. In dieser Zeit ging Olivera neben dem Fußball auch einer Arbeit nach. 1972 wechselte der Linksaußen zu den Montevideo Wanderers. Die entscheidende Rolle bei diesem Wechsel, der zunächst für ein Jahr auf Leihbasis erfolgte, spielte Omar Borrás. Mit den Wanderers erreichte er durch ein von ihm im Januar 1975 erzieltes, entscheidendes Tor, das vielfach als eines der wichtigsten Tore in der Vereinsgeschichte gesehen wird, über die Liguilla Pre-Libertadores als erster „kleiner“ uruguayischer Verein jenseits der beiden Großklubs Nacional und Peñarol und erstmals in der Historie des Klubs die Copa Libertadores. Den Wanderers hielt er bis 1977 die Treue. In jenem Jahr führte sein Weg erstmals ins Ausland. In Mexiko schloss er sich für zwei Jahre dem Puebla FC an. 1979 wurde er von Peñarol Montevideo unter Vertrag genommen. Bei Peñarol verbrachte der Angreifer ein Jahr und holte dabei mit dem Verein den Titel des uruguayischen Fußballmeisters. Nachdem sein Vertrag bei den Aurinegros ausgelaufen war, reiste er nach eigenen Angaben nach Kolumbien, um sich América de Cali anzuschließen. Durch eine zufällige Begegnung im Flugzeug nach Kolumbien mit einem in Chile ansässigen Bauunternehmer führte sein Weg jedoch nicht zum Klub aus Cali, sondern ins chilenische Rancagua. 1980 spielt er dort unter Trainer Francisco Molina bei O’Higgins FC. Bevor er 1981 zum aufstrebenden chilenischen Klub CD Cobreloa wechselte legte er noch im Jahr 1980 eine Zwischenstation bei den Tampa Bay Rowdies in den USA bis 1981 ein. Dort debütierte er am 16. Juli 1980 gegen die San José Earthquakes, als er Mitte der zweiten Halbzeit eingewechselt wurde und kurz vor Schluss das Tor zum 3:0-Endstand erzielte. Für die Tampa Bay Rowdies absolvierte er 1980 sechs Spiele (zwei Tore) und 1981 22 Spiele (zwei Tore) in der NASL. Zudem kam er im Hallenwettbewerb in der Spielzeit 1980/81 dort zu 14 Einsätzen (zwölf Tore), 1981/82 folgte in jenem Wettbewerb ein weiterer torloser Einsatz.
Mit Cobreloa verlebte Washington Olivera ab 1981 drei ausgesprochen erfolgreiche Jahre. In der Copa Libertadores 1981 schaffte die Mannschaft des argentinischen Trainers Vicente Cantatore den Sprung bis ins Endspiel, wo das brasilianische Starensemble von Flamengo Rio de Janeiro wartete. Nach einem 1:2 und 1:0 in Hin- und Rückspiel war ein Entscheidungsspiel nötig, um den Sieger zu ermitteln. Hier setzte sich Flamengo durch zwei Tore von Zico mit 2:0 durch und holte die Copa Libertadores nach Brasilien. Im Folgejahr gelang Cobreloa dann sensationell erneut die Qualifikation für das Endspiel in der Copa Libertadores. Diesmal wartete im Endspiel Washington Oliveras alter Verein Peñarol Montevideo. Nach einem torlosen Remis in Montevideo unterlag das Team um Spieler wie Óscar Wirth, Enzo Escobar oder Juan Carlos Letelier dann aber im Rückspiel zuhause durch ein spätes Tor von Fernando Morena eine Minute vor dem Ende mit 0:1 und verpasste somit erneut den Gewinn des wichtigsten Fußballwettbewerbs für Vereinsmannschaften in Südamerika. Im gleichen Jahr wurde Olivera dann aber im nationalen Fußball zum ersten Mal Meister mit Cobreloa, was für den Klub den zweiten Titelgewinn überhaupt darstellte. In der Primera División wurde der erste Rang mit einem Vorsprung von vier Zählern auf CSD Colo-Colo belegt. 1983 wurde er mit dem Team Vizemeister. In jener Spielzeit sicherte er sich den Titel des Torschützenkönigs in Chile. Anschließend spielte er 1984 in Chile für Everton de Viña del Mar. Dort erzielte er in jenem Jahr fünf Tore.
1983 soll er angeblich auch erneut bei Nacional Montevideo gespielt haben. Die Bolsos wurden in jener Spielzeit Uruguayischer Meister. 1984 wird eine Station beim Club Atlético Progreso in Montevideo geführt.
1985 kehrte er nach Chile zurück und lief für Provincial Osorno auf. Das Team avancierte in jenem Jahr dank Olivera, der erfolgreichster Torschütze war und zum Vereins-Idol wurde, zur Sensationsmannschaft der chilenischen Meisterschaftssaison. Mehr als 10.000 Zuschauer pro Spiel besuchten in jenem Jahr die Begegnungen des Klubs. Danach spielte er von 1986 bis 1987 für Racing Club Avellaneda in Argentinien. Es folgte eine Karrierestation bei Deportivo Toluca. Mit den Mexikanern gewann er die Copa México 1988/89. Mitte der Spielzeit 1990/91 schloss er sich der von Ignacio Jáuregui trainierten Mannschaft von UAT Correcaminos an, überzeugte jedoch nicht und traf lediglich ein einziges Mal ins gegnerische Tor. CD Luis Ángel Firpo in El Salvador war bis 1991 in der Folge die letzte Stationen der Karriere Washington Oliveras. Mit Luis Ángel Firpo gewann er in der Spielzeit 1990/91 die Fußballmeisterschaft von El Salvador. 1991 beendete Olivera seine Laufbahn als Fußballspieler im Alter von 37 Jahren.

### Nationalmannschaft
Olivera war auch Mitglied der uruguayischen Nationalmannschaft. Dort debütierte er am 25. Februar 1976. Insgesamt absolvierte er bis zu seinem letzten Einsatz am 30. August 1979 zehn Länderspiele für die Celeste. Dabei erzielte er einen Länderspieltreffer.

### Erfolge
- Uruguayische Meisterschaft: 3×

1971 mit Nacional Montevideo
1979 mit Peñarol Montevideo
1983 mit Nacional Montevideo
- Chilenische Meisterschaft: 1×

1982 mit CD Cobreloa
- Fußballmeister von El Salvador: 1×

1990/91 mit CD Luis Ángel Firpo
- Mexikanischer Pokalsieger: 1×

1988/89 mit Deportivo Toluca
- Finalteilnehmer der Copa Libertadores: 2×

1981 und 1982 mit CD Cobreloa
- Torschützenkönig der chilenischen Primera División 1983

## Trainerlaufbahn
Olivera ist nach seiner aktiven Laufbahn als Spieler nunmehr auch als Trainer tätig. Am 14. März 1989 erwarb er sein Trainerdiplom. Während er von 1993 bis 2000 wieder in Uruguay lebte, trainierte er die Jugendmannschaften der Montevideo Wanderers und den Verein Oriental de La Paz. Später kehrte er nach Chile zurück und wirkte dort als Trainer bei Cobreloa und förderte unter anderem entscheidend Eduardo Vargas. Am Jahresbeginn 2012 wurde er als Nachfolger von Marco Ferreira neuer Trainer des mexikanischen Drittligisten Lerma-Ixtapan. Anfang März 2012 übernahm er dann beim der Asociación de Fútbol de Osorno (AFO) zugehörigen chilenischen Verein Vista Oeste eine Anstellung als Jugendtrainer. Er lebt (Stand: mindestens seit 2013) mit seiner Frau in Osorno, betreibt dort mit seinem Bruder Jorge eine Fußballschule und zudem ein Sportgeschäft namens „Trapo Deportes“.